# Tour de Colombie 1971
Le Tour de Colombie 1971, qui se déroule du 27 avril au 9 mai 1971, est une épreuve cycliste remportée par le Colombien Álvaro Pachón. Cette course est composée de treize étapes.